# Método Helen Doron
O método Helen Doron, desenvolvido pela linguista e educadora Helen Doron, foi um dos primeiros sistemas de ensino de Inglês precoce no mundo. Em vigor desde 1986, bebés de apenas três meses aprendem Inglês com este método, tal como aprendem  a sua língua materna. Em 2009, mais de um milhão de crianças já aprenderam Inglês através deste método.
Os programas de ensino com recurso ao método baseiam-se num abrangente currículo de 12 anos para crianças dos 3 meses aos 14 anos. Os cursos são orientados para pequenos grupos, tanto em horário extra-curricular como curricular, nos jardins-de-infância e escolas, para os cursos de ensino pré-escolar e básico. O método Helen Doron recorre a brincadeiras, jogos, histórias, livros, flash cards, canções originais, ritmos e música para reforçar a conversação inglesa, a pronúncia, a gramática, o vocabulário e a leitura e escrita, no caso das crianças mais velhas.

## História
Helen Doron começou a desenvolver o método quando estava à procura de aulas de violino para os filhos. Helen ficou intrigada com o famoso método Suzuki, de ensino de violino, que associa a aprendizagem da música com o estudo da língua. 
O Dr. Suzuki designou o seu método de "abordagem da língua materna". Como linguista e educadora, Helen entendeu a importância deste princípio no ensino de Inglês, juntamente com os ideais de encorajamento e reforço. Estes foram os primeiros pilares na criação do método Helen Doron Early English. Além disso, os conhecimentos de Glenn Doman, conhecido pelo método Doman, e o seu instituto (Institute for the Achievement of Human Potential) foram outra influência na fundação do método Helen Doron, contribuindo para a estimulação do desenvolvimento infantil e multiplicação da inteligência dos bebés.
Em 1985, Helen ampliou o seu método de ensino de Inglês usando o seu próprio reportório de música, rimas e histórias, em crianças provenientes de países que não têm o Inglês como língua materna. O método Helen Doron oferecia um ambiente de conversação em Inglês que se assemelhava com êxito ao processo natural de aprendizagem da língua materna.